# Kroetoberegovy
Kroetoberegovy (Russisch: Крутобереговый) of Kroetoberegoje (Крутоберегое) is een plaats (posjolok) in het gemeentelijke district Jelizovski van de Russische kraj Kamtsjatka. De plaats ligt aan de weg R-474 van Jelizovo van Jelizovo naar Petropavlovsk-Kamtsjatski, op ongeveer 18 kilometer ten zuidoosten van Jelizovo en 12 kilometer van het centrum van Petropavlovsk-Kamtsjatski, waaraan het inmiddels grotendeels is vastgegroeid. De plaats grenst aan de buitenwijken van Petropavlovsk-Kamtsjatski in het oosten en aan het dorp Svetly in het oosten. In de plaats wonen 90 mensen (2007).
De plaats werd gesticht in 1935 en heette aanvankelijk 12e kilometer (12-и километр) vanwege haar ligging op de 12e kilometer van de hoofdweg van Petropavlovsk-Kamtsjatski naar Jelizovo. Later kreeg ze haar huidige naam, naar het riviertje Kroetoberega dat ten zuiden van het plaatsje stroomt.